# Datura
Datura este un gen de plante din familia Solanaceae, ordinul Solanales. Denumirea populară este cea de ciumăfaie.

## Specii
Genul Datura este o ramură a familiei Solanaceae și se compune din aproximativ 25 de specii, toate fiind extrem de otrăvitoare. Datura este o specie anuală, cu aspect cornos care poate atinge o înălțime de 0,5–1,2 m.
Utilizarea tradițională a speciilor Datura este cunoscută din diferite părți ale Americii de Nord și de Sud, Africii și Europei.
Datura este o plantă extrem de rezistentă: un experiment efectuat pe semințe vechi de 40 de ani a avut ca rezultat germinarea în proporție de 90%. Deși „arborii” Datura (speciile brugmansia) au fost clasificați pe vremuri de botaniști ca aparținând familiei Datura, este în general acceptat faptul că ei constituie un gen distinct.
Alcaloizii parasimpatico-mimetici existenți în mod tipic in alte plante psihoactive din familia Solanaceae-atropina, hiosciamina și scopolamina-sunt prezenți și în diferitele specii de Datura.
Concentrația cea mai mare de alcaloizi se gasește în rădăcină.
Există numeroase relatări despre efectele extrem de puternice și adesea periculoase ale acestor plante. O doză mare poate duce la o stare de intoxicație ce poate dura zile întregi; există relatări cum că efectele au persistat timp de douăzeci de zile.
Denumirea generică „Datura” derivă din cuvântul indian dhatura sau dhattura. În India, dhat este numele unei otrăvi preparate din această plantă, iar Dhatureas, numele unei bande criminale care folosea acea otravă pentru a-și ameți victimele.
Charles Heiser, botanist specializat în plantele solanacee, relatează că Linaeus, cel care a acceptat denumirea, voia totuși sa-i găsească o rădăcina latină, oricât de indirectă, și astfel s-a hotărât pentru „dare” (a da) pe motiv că planta se administra celor cu potență redusă.
Planta le era cunoscută, de asemenea, grecilor și romanilor.
Dioscorides consemnează cunoștințele răspândite despre această plantă și proprietățile ei psihoactive cu aproape două mii de ani în urmă. Dacă rădăcina este băută într-un „dragm” (de la care provine vechea unitate de măsură a greutății numită „dragm”) de vin, provoacă „fantezii nu tocmai neplăcute”.